# Hernando González Acosta
Hernando González Acosta (Colombia siglo XX- Riochiquito, Cauca 1965) alias "Leovigildo Rodríguez" fue un guerrillero y dirigente comunista colombiano. 

## Biografía
Fue un activista estudiantil en la Universidad Libre (Colombia) de Bogotá y miembro de la Juventud Comunista Colombiana, JUCO, cuyo Comité Ejecutivo Central lo destacó como comisario político del movimiento armado de Riochiquito (Cauca) en 1964, participando junto a Luis Morantes (Jacobo Arenas) en la fundación de las FARC en la denominada República de Marquetalia en Planadas (Tolima). Recibió el alias de "Leovigildo Rodríguez".

## Muerte
El 22 de septiembre de 1965 fue dado de baja en una emboscada militar en Riochiquito, Cauca.